# 12 Heures de Sebring 1967
Navigation
Édition précédente Édition suivante
Les 12 Heures de Sebring 1967 sont la 16e édition de l'épreuve et la 2e manche du championnat du monde des voitures de sport 1967. Elles ont été remportées le 1er avril 1967 par la Ford GT40 no 1 pilotée par Bruce McLaren et Mario Andretti.

## Circuit

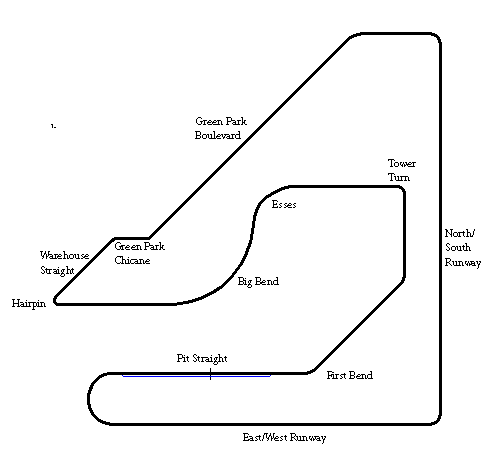
Le Sebring International Raceway, cadre des 12 Heures de Sebring 1967.

Les 12 Heures de Sebring 1967 se déroulent sur le Sebring International Raceway situé en Floride. Il est composé de deux longues lignes droites, séparées par des courbes rapides ainsi que quelques chicanes. Le tracé actuel diffère de celui de l'époque. Ce tracé a un grand passé historique car il est utilisé pour des courses automobiles depuis 1950. Ce circuit est célèbre car il a accueilli la Formule 1.

## Résultats
Voici le classement au terme de la course.
- Les vainqueurs de chaque catégorie sont signalés par un fond jauni.

| 1            | P + 2.0  | 1  | Ford Motor Company           | Bruce McLaren Mario Andretti                  | Ford GT40 MK.IV               | 238 |
| 2            | P + 2.0  | 2  | Ford Motor Company           | A. J. Foyt Lloyd Ruby                         | Ford GT40 MK.IIB              | 226 |
| 3            | P 2.0    | 36 | Porsche Auto                 | Scooter Patrick (de) Gerhard Mitter           | Porsche 910                   | 226 |
| 4            | P 2.0    | 37 | Porsche Auto                 | Joseph Siffert Hans Herrmann                  | Porsche 910                   | 223 |
| 5            | S 5.0    | 19 | Brescia Corse Team           | Nino Vaccarella Umberto Maglioli              | Ford GT40                     | 223 |
| 6            | P 2.0    | 40 | Squadra Tartaruga            | Rico Steinemann Dieter Spoerry (pl)           | Porsche 906LH                 | 218 |
| 7            | P 2.0    | 38 | Porsche Auto                 | Joe Buzzetta Peter Gregg                      | Porsche 906                   | 215 |
| 8            | S 5.0    | 17 | Autosport International      | Bob Grossman William McNamara                 | Ford GT40                     | 214 |
| 9            | GT 2.0   | 46 | Bursch Tuned Exhaust         | Robert Kirby Alan Johnson                     | Porsche 911S                  | 197 |
| 10           | GT + 5.0 | 8  | Sunray DX Oil Co.            | Donald Yenko Dave Morgan                      | Chevrolet Corvette Sting Ray  | 195 |
| 11           | P + 2.0  | 30 | British Motor Corp.          | Paddy Hopkirk Andrew Hedges                   | MGB GT                        | 189 |
| 12           | GT 2.0   | 48 | British Motor Corp.          | John Rhodes Timo Mäkinen                      | MGB                           | 188 |
| 13           | P 2.0    | 59 | Donald Healey Motor Co.      | Clive Baker Rauno Aaltonen                    | Austin-Healey Sprite          | 187 |
| 14           | P 2.0    | 56 | H.F. Squadra                 | Leo Cella Claudio Maglioli Sandro Munari      | Lancia Fulvia HF              | 187 |
| 15           | GT 2.0   | 72 | Valvoline-Opert Racing Team  | Fred Opert John Pauley Bill Bowman Lee Cutler | Porsche 911S                  | 186 |
| 16           | GT 5.0   | 18 | Dos Caballos Racing Team     | Fred van Beuren Paul Jett                     | Shelby GT350                  | 185 |
| 17           | GT 5.0   | 25 | Northern Vermont Racing Team | Denise McCluggage Pinkie Rollo                | Ferrari 275 GTB/4 NART Spider | 185 |
| 18           | P 2.0    | 58 | Donald Healey Motor Co.      | Carson Baird Roger Enever Alec Poole          | Austin-Healey Sprite          | 183 |
| 19           | P + 2.0  | 15 | Howmet Corporation           | Bob Nagel Ray Heppenstall Bill Seeley         | Howmet Sprint                 | 181 |
| 20           | GT 2.0   | 41 | Joseph Greger                | Joseph Greger Günter Besier                   | Porsche 911S                  | 181 |
| 21           | S 2.0    | 47 | George Drolsom               | George Drolsom Bill Campbell                  | Porsche 904 GTS               | 180 |
| 22           | S 2.0    | 43 | B & B Motors                 | Phil Groggins Bob Bailey John Kelly           | Porsche 356SC                 | 170 |
| 23           | GT 1.3   | 62 | Ring-Free Oil Racing Team    | Liane Engemann Janet Guthrie                  | Matra Djet 5S                 | 163 |
| 24           | S 2.0    | 51 | Viper Racing Inc.            | Laszlo Siegmund George Liebl                  | Volvo P1800                   | 159 |
| 25           | P 2.0    | 63 | Ring-Free Oil Racing Team    | Suzy Dietrich Donna Mae Mims                  | ASA 411                       | 159 |
| 26           | GT + 5.0 | 4  | Roger Penske                 | Joe Welch George Wintersteen                  | Chevrolet Corvette            | 157 |
| 27           | S 1.3    | 68 | Major Billy Turner           | M. D. Smith Billy Turner                      | Austin-Healey Sprite          | 155 |
| 28           | GT 5.0   | 16 | Brad Brooker                 | Brad Brooker Tom Yeager                       | Shelby GT350                  | 152 |
| 29           | GT 3.0   | 29 | Tim Burr                     | Tim Burr Buell Owen                           | Triumph TR4A                  | 150 |
| 30           | GT 2.0   | 54 | A.R.C.O. Inc.                | Anatoly Arutunoff Bill Pryor                  | Alfa Romeo Giulia SV          | 142 |
| 31           | GT 3.0   | 28 | Milo Vega                    | Milo Vega John Witt Bob Kingham               | Triumph TR4A                  | 139 |
| 32           | GT 1.3   | 60 | Richard Kondracki            | Richard Kondracki Michael Pickering           | Triumph Spitfire              | 135 |
| 33           | P 2.0    | 53 | Competition Components Inc.  | Hugh Kleinpeter Mike Rothschild               | Beach Mk.8                    | 123 |
| 34           | GT 5.0   | 21 | Richard Robson               | Richard Robson Rajah Rodgers Bill Buchman     | Jaguar XKE                    | 117 |
| 35           | S 1.3    | 57 | Baker Racing Team            | Smokey Drolet Anita Taylor                    | Alpine A110                   | 77  |
| Disqualifié  |          |    |                              |                                               |                               |     |
| 36           | GT 5.0   | 70 | Treadwell Ford Racing Team   | Roger West Joseph Ausburn Bobby Allison       | Shelby GT350                  | 25  |
| Abandons     |          |    |                              |                                               |                               |     |
| 37           | P 2.0    | 39 | Porsche Auto                 | Udo Schütz Gijs van Lennep Rolf Stommelen     | Porsche 906                   | 156 |
| 38           | P + 2.0  | 6  | Chaparral Cars               | Mike Spence Jim Hall                          | Chaparral 2F                  | 145 |
| 39           | GT + 5.0 | 9  | Or Costanzo                  | Or Costanzo Gene Guy David McClain            | Chevrolet Corvette Sting Ray  | 141 |
| 40           | S 2.0    | 42 | Ed Hugus                     | John Cannon Ed Hugus                          | Porsche 906                   | 138 |
| 41           | GT + 5.0 | 69 | Wilton Jowett                | Wilton Jowett Robert Mouat Claude Cardwell    | Chevrolet Corvette            | 130 |
| 42           | P + 2.0  | 5  | Chaparral Cars               | Bob Johnson Bruce Jennings                    | Chaparral 2D                  | 128 |
| 43           | S 5.0    | 11 | JW Automotive Engineering    | Dick Thompson Ed Lowther                      | Ford GT40                     | 119 |
| 44           | P 2.0    | 32 | Scuderia Ambroeus            | Pedro Rodríguez Jean Guichet                  | Ferrari Dino 206S             | 101 |
| 45           | GT 2.0   | 45 | RBM Motors                   | Jack Ryan Bill Bencker                        | Porsche 911S                  | 93  |
| 46           | P 2.0    | 65 | Autodelta                    | Andrea de Adamich Teodoro Zeccoli             | Alfa Romeo T33                | 84  |
| 47           | GT 3.0   | 27 | Joseph Hines                 | T. J. Kelly Whit Tharin Wilbur Pickett        | Triumph TR4                   | 77  |
| 48           | S 5.0    | 14 | William Wonder               | William Wonder Raymond Caldwell               | Ford GT40                     | 71  |
| 49           | P + 2.0  | 20 | David Piper Racing           | David Piper Richard Attwood                   | Ferrari 365P2/3               | 65  |
| 50           | P 2.0    | 34 | Scuderia Filipinetti         | Günter Klass Herbert Müller                   | Ferrari Dino 206S             | 65  |
| 51           | GT 2.0   | 49 | Canadian Auto Racing Team    | Gary Magwood Ray Gray                         | MGB                           | 59  |
| 52           | S 2.0    | 44 | Baker Racing Team            | Charlie Kolb Fred Baker Lee Cutler            | Porsche 906                   | 51  |
| 53           | P 2.0    | 66 | Autodelta                    | Roberto Bussinello Nanni Galli                | Alfa Romeo T33                | 36  |
| 54           | GT 5.0   | 71 | Ring-Free Oil Racing         | Paul Richards Ray Cuomo John Norwood          | Shelby GT350                  | 22  |
| 55           | P + 2.0  | 23 | Federico de la Chica         | Ricardo Rodriguez Federico de la Chica        | Ferrari 250 LM                | 18  |
| 56           | P 2.0    | 33 | Scuderia Brescia Corse       | Jonathan Williams Mario Casoni                | Ferrari Dino 206S             | 5   |
| 57           | S 1.6    | 55 | George Waltman               | George Waltman Nick Cone                      | Osca 1600GT                   | 4   |
| 58           | P 2.0    | 35 | North American Racing Team   | Ed Crawford Charlie Kolb                      | Ferrari Dino 206S             | 1   |
| Non-partants |          |    |                              |                                               |                               |     |
| 59           | P + 2.0  | 12 | John Fulp                    | Roger McCluskey John Fulp                     | Lola T70 Mk.II                |     |
| 60           | GT 1.3   | 61 | Howard Hanna                 | Howard Brown Howard Hanna                     | Matra Djet 5S                 |     |